# Cazaux-d'Anglès
Cazaux-d'Anglès est une commune française située dans le centre du département du Gers en région Occitanie. Sur le plan historique et culturel, la commune est dans le Pays d'Auch, un territoire céréalier et viticole qui s'est également constitué en pays au sens aménagement du territoire en 2003.
Exposée à un climat océanique altéré, elle est drainée par l'Auzoue, la Guiroue et par divers autres petits cours d'eau. La commune possède un patrimoine naturel remarquable composé de deux zones naturelles d'intérêt écologique, faunistique et floristique.
Cazaux-d'Anglès est une commune rurale qui compte 112 habitants en 2022, après avoir connu un pic de population de 592 habitants en 1831.  Elle fait partie de l'aire d'attraction d'Auch. Ses habitants sont appelés les Cazalais ou  Cazalaises.

## Géographie

### Localisation
Cazaux-d'Anglès est une commune de Gascogne située en Fezensac.

### Communes limitrophes
Les communes limitrophes sont  Bazian, Belmont, Callian, Castelnau-d'Anglès, Lupiac, Peyrusse-Grande, Riguepeu et Tudelle.
| Lupiac          | Belmont            | Tudelle  |
| Peyrusse-Grande | Cazaux-d'Anglès    | Bazian   |
| Callian         | Castelnau-d'Anglès | Riguepeu |

### Géologie et relief
Cazaux-d'Anglès se situe en zone de sismicité 2 (sismicité faible).

### Hydrographie

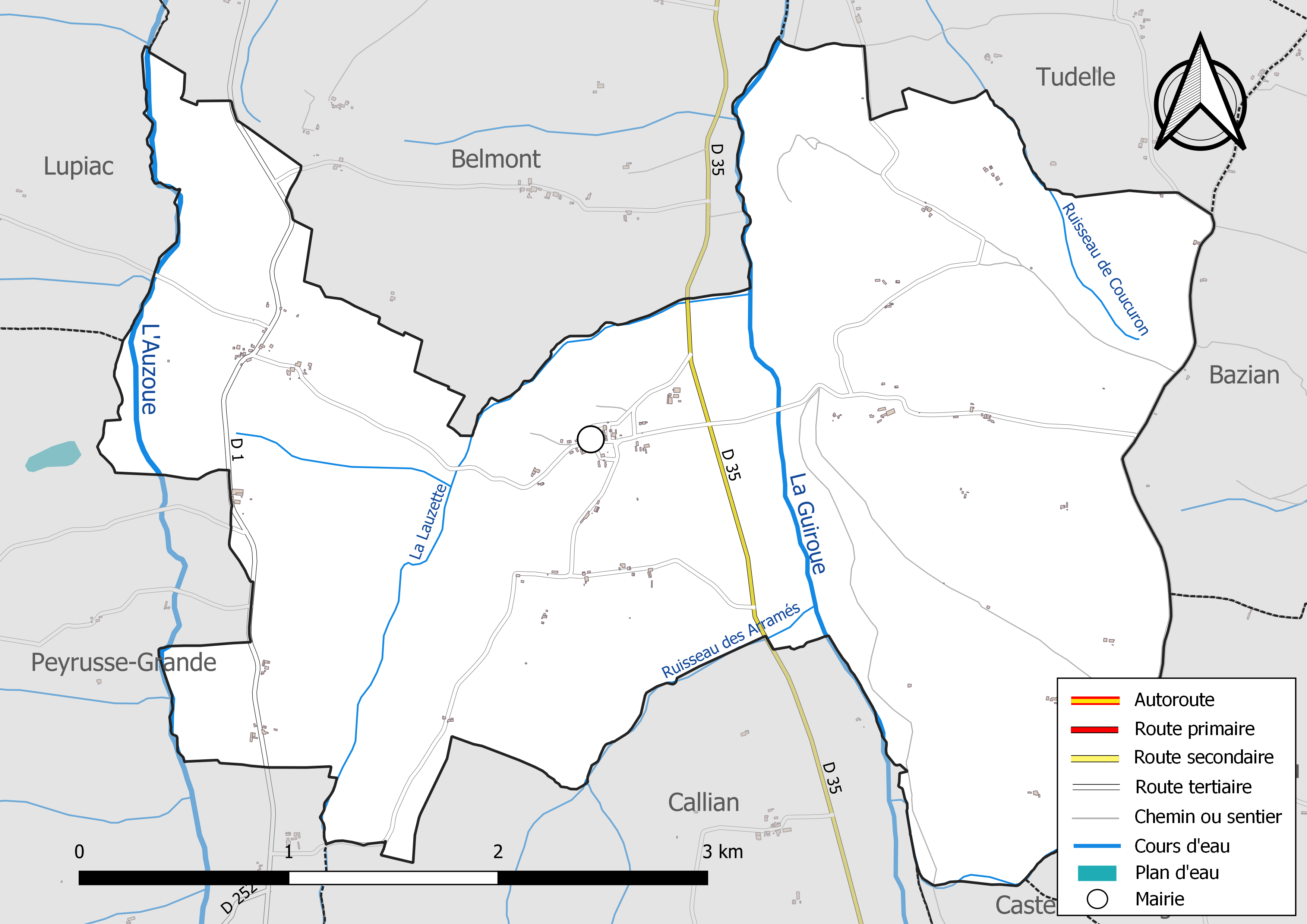
Réseaux hydrographique et routier de Cazaux-d'Anglès.

La commune est dans le bassin de la Garonne, au sein du bassin hydrographique Adour-Garonne. Elle est drainée par l'Auzoue, la Guiroue, la Lauzette, le ruisseau de Coucuron, le ruisseau des Arramés et par divers petits cours d'eau, qui constituent un réseau hydrographique de 12 km de longueur totale,.
L'Auzoue, d'une longueur totale de 74,3 km, prend sa source dans la commune de Mascaras et s'écoule vers le nord. Il traverse la commune et se jette dans la Gélise à Réaup-Lisse, après avoir traversé 19 communes.
La Guiroue, d'une longueur totale de 26,3 km, prend sa source dans la commune de Saint-Christaud et s'écoule vers le nord. Elle traverse la commune et se jette dans l'Osse à Vic-Fezensac, après avoir traversé 11 communes.

### Climat
Pour des articles plus généraux, voir Climat de l'Occitanie et Climat du Gers.
En 2010, le climat de la commune est de type climat océanique altéré, selon une étude s'appuyant sur une série de données couvrant la période 1971-2000. En 2020, Météo-France publie une typologie des climats de la France métropolitaine dans laquelle la commune est toujours exposée à un climat océanique altéré et est dans la région climatique Aquitaine, Gascogne, caractérisée par une pluviométrie abondante au printemps, modérée en automne, un faible ensoleillement au printemps, un été chaud (19,5 °C), des vents faibles, des brouillards fréquents en automne et en hiver et des orages fréquents en été (15 à 20 jours).
Pour la période 1971-2000, la température annuelle moyenne est de 13,2 °C, avec une amplitude thermique annuelle de 15,3 °C. Le cumul annuel moyen de précipitations est de 852 mm, avec 10,4 jours de précipitations en janvier et 6,8 jours en juillet. Pour la période 1991-2020, la température moyenne annuelle observée sur la station météorologique la plus proche, située sur la commune de Peyrusse-Grande à 5 km à vol d'oiseau, est de 13,7 °C et le cumul annuel moyen de précipitations est de 835,1 mm,. Pour l'avenir, les paramètres climatiques de la commune estimés pour 2050 selon différents scénarios d'émission de gaz à effet de serre sont consultables sur un site dédié publié par Météo-France en novembre 2022.

### Milieux naturels et biodiversité
L’inventaire des zones naturelles d'intérêt écologique, faunistique et floristique (ZNIEFF) a pour objectif de réaliser une couverture des zones les plus intéressantes sur le plan écologique, essentiellement dans la perspective d’améliorer la connaissance du patrimoine naturel national et de fournir aux différents décideurs un outil d’aide à la prise en compte de l’environnement dans l’aménagement du territoire.
Une ZNIEFF de type 1 est recensée sur la commune :
le « coteau de Tudelle » (201 ha), couvrant 3 communes du département et une ZNIEFF de type 2, : 
les « coteaux de la Guiroue de Castelnau-d´Anglès à Roquebrune » (1 091 ha), couvrant 5 communes du département.

Carte des ZNIEFF de type 1 et 2 à Cazaux-d'Anglès.
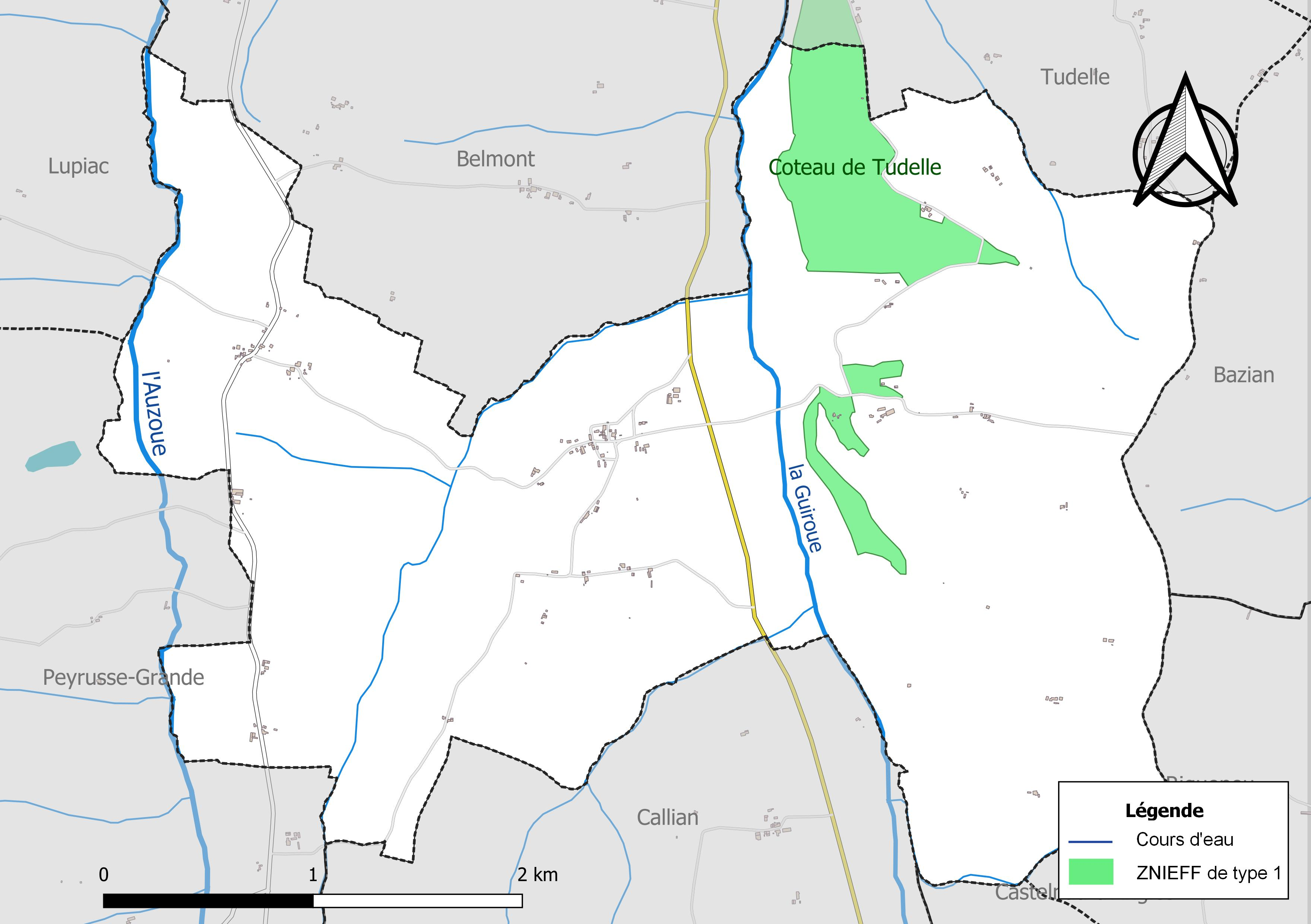
Carte de la ZNIEFF de type 1 sur la commune.
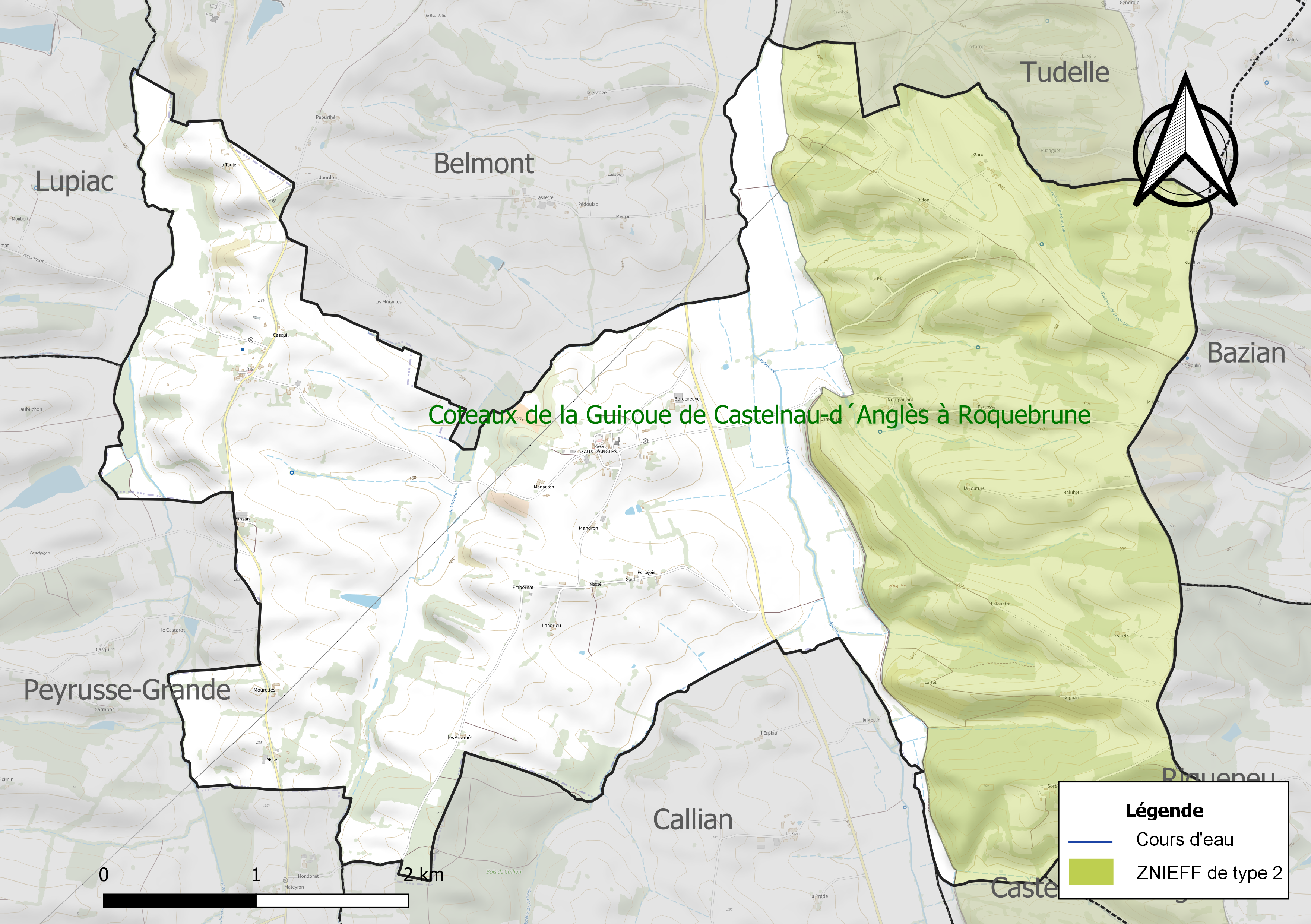
Carte de la ZNIEFF de type 2 sur la commune.

## Urbanisme

### Typologie
Au 1er janvier 2024, Cazaux-d'Anglès est catégorisée commune rurale à habitat très dispersé, selon la nouvelle grille communale de densité à sept niveaux définie par l'Insee en 2022.
Elle est située hors unité urbaine. Par ailleurs la commune fait partie de l'aire d'attraction d'Auch, dont elle est une commune de la couronne,. Cette aire, qui regroupe 112 communes, est catégorisée dans les aires de 50 000 à moins de 200 000 habitants,.

### Occupation des sols
L'occupation des sols de la commune, telle qu'elle ressort de la base de données européenne d’occupation biophysique des sols Corine Land Cover (CLC), est marquée par l'importance des territoires agricoles (94,1 % en 2018), une proportion identique à celle de 1990 (94,1 %). La répartition détaillée en 2018 est la suivante : 
terres arables (47,9 %), prairies (26,7 %), zones agricoles hétérogènes (19,6 %), forêts (5,9 %). L'évolution de l’occupation des sols de la commune et de ses infrastructures peut être observée sur les différentes représentations cartographiques du territoire : la carte de Cassini (XVIIIe siècle), la carte d'état-major (1820-1866) et les cartes ou photos aériennes de l'IGN pour la période actuelle (1950 à aujourd'hui).

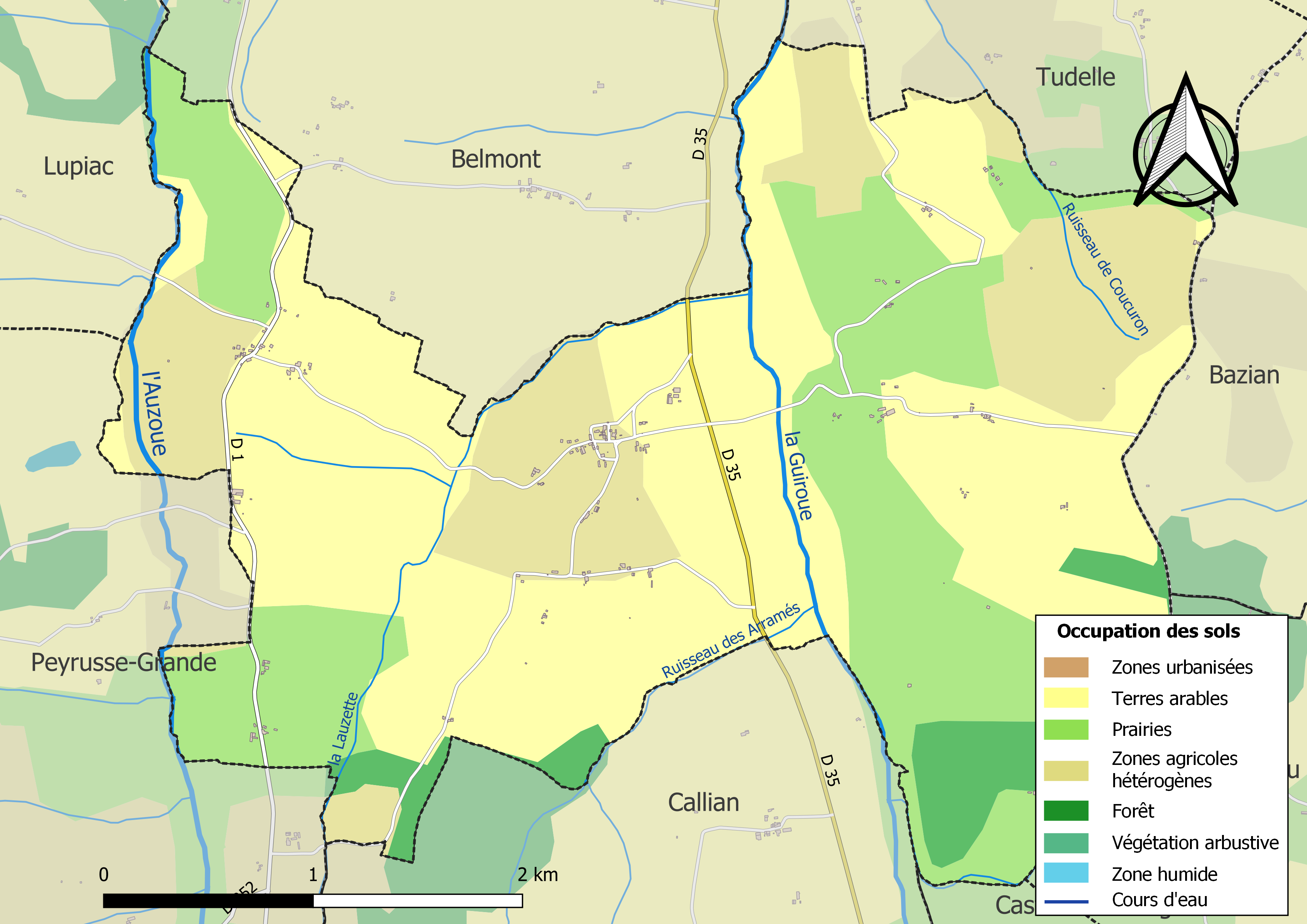
Carte des infrastructures et de l'occupation des sols de la commune en 2018 (CLC).

### Risques majeurs
Le territoire de la commune de Cazaux-d'Anglès est vulnérable à différents aléas naturels : météorologiques (tempête, orage, neige, grand froid, canicule ou sécheresse) et séisme (sismicité faible). Un site publié par le BRGM permet d'évaluer simplement et rapidement les risques d'un bien localisé soit par son adresse soit par le numéro de sa parcelle.

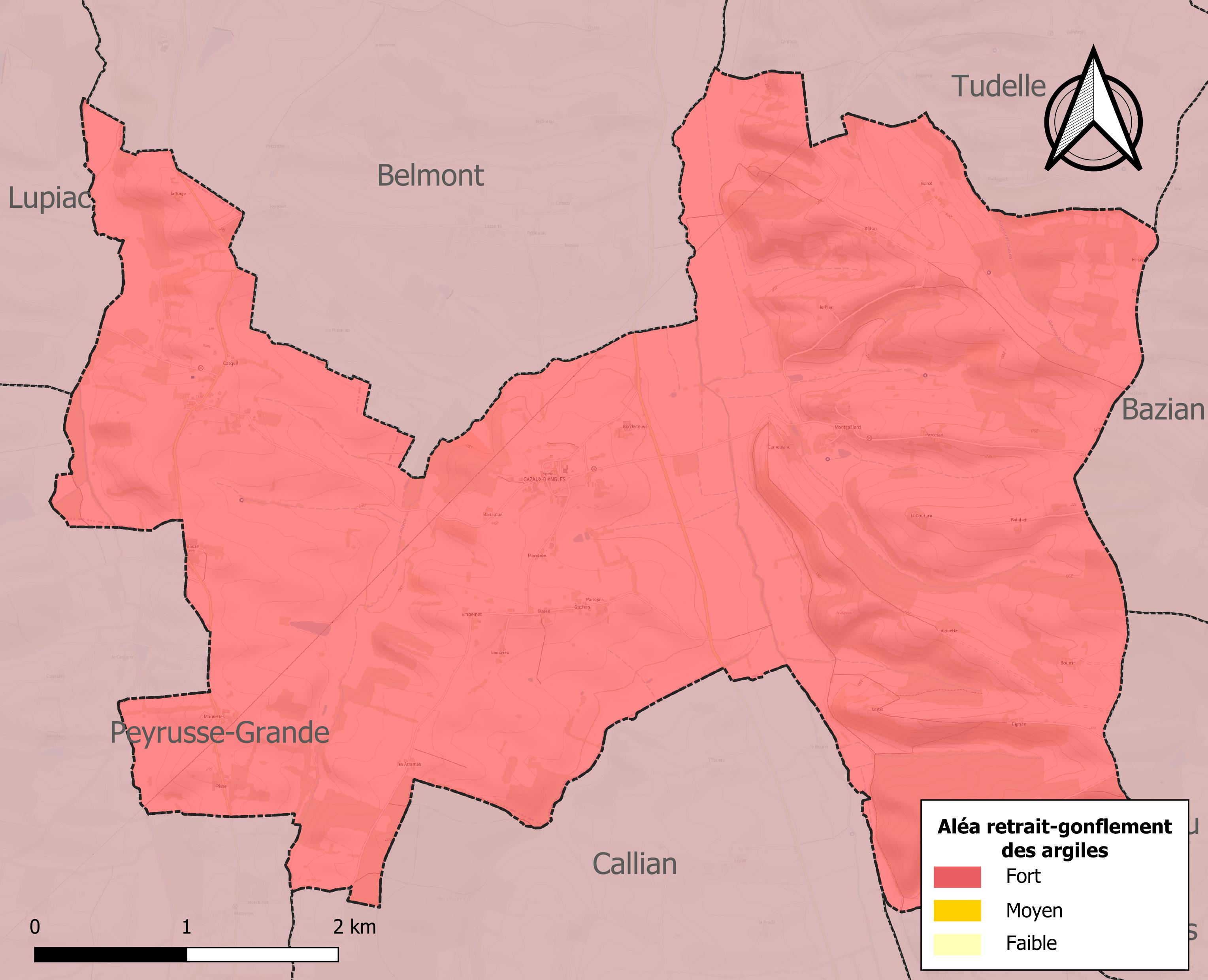
Carte des zones d'aléa retrait-gonflement des sols argileux de Cazaux-d'Anglès.

Le retrait-gonflement des sols argileux est susceptible d'engendrer des dommages importants aux bâtiments en cas d’alternance de périodes de sécheresse et de pluie. La totalité de la commune est en aléa moyen ou fort (94,5 % au niveau départemental et 48,5 % au niveau national). Sur les 75 bâtiments dénombrés sur la commune en 2019, 75 sont en aléa moyen ou fort, soit 100 %, à comparer aux 93 % au niveau départemental et 54 % au niveau national. Une cartographie de l'exposition du territoire national au retrait gonflement des sols argileux est disponible sur le site du BRGM,.
Par ailleurs, afin de mieux appréhender le risque d’affaissement de terrain, l'inventaire national des cavités souterraines permet de localiser celles situées sur la commune.
La commune a été reconnue en état de catastrophe naturelle au titre des dommages causés par les inondations et coulées de boue survenues en 1983, 1999 et 2009. Concernant les mouvements de terrains, la commune a été reconnue en état de catastrophe naturelle au titre des dommages causés par la sécheresse en 1989, 2011 et 2017 et par des mouvements de terrain en 1999.

## Histoire
Une histoire assez complète a été écrite par Marguerite Lannes au début du XXe siècle.
Contrairement à ce que prétend la rumeur, Cazaux d'Angles ne signifie pas "jardin d'Anglais". Il fait en effet partie des trois villages qui portent encore le nom de la baronnie d'Anglès : Castelnau-d'Anglès et Saint-Jean-d'Anglès. Précisons que "Cazau" signifie "jardin" en gascon, mais était également une unité de mesure sous l'ancien régime.
Deux livres publiés en 2024 sont disponibles en mairie, qui relatent l'histoire de l'annexe d'Ardens, et de Cazaux avec son annexe de Montgaillard.

### Héraldique
| Cazaux-d'Anglès | Son blasonnement est : D'argent à la fasce de gueules chargée de deux tours d'or. Il s'agit du blason de la famille de Lasséran, seigneurs du lieu pendant des siècles |

## Politique et administration
| Période                                  | Période  | Identité           | Étiquette | Qualité                    |
| ---------------------------------------- | -------- | ------------------ | --------- | -------------------------- |
| mars 1959                                | 1977     | Gérard Cayret      |           |                            |
| mars 1977                                | 1979     | Roland Sabathier   |           |                            |
| avril 1979                               | 2008     | Claude Lussan      |           |                            |
| mars 2008                                | En cours | Jean Claude Theulé | DVG       | Retraité de l'enseignement |
| Les données manquantes sont à compléter. |          |                    |           |                            |

## Démographie
| 1793 | 1800 | 1806 | 1821 | 1831 | 1841 | 1846 | 1851 | 1856 |
| ---- | ---- | ---- | ---- | ---- | ---- | ---- | ---- | ---- |
| 222  | 191  | 234  | 224  | 592  | 528  | 542  | 511  | 506  |

| 1861 | 1866 | 1872 | 1876 | 1881 | 1886 | 1891 | 1896 | 1901 |
| ---- | ---- | ---- | ---- | ---- | ---- | ---- | ---- | ---- |
| 498  | 453  | 402  | 413  | 431  | 412  | 346  | 405  | 407  |

| 1906 | 1911 | 1921 | 1926 | 1931 | 1936 | 1946 | 1954 | 1962 |
| ---- | ---- | ---- | ---- | ---- | ---- | ---- | ---- | ---- |
| 320  | 317  | 280  | 253  | 247  | 257  | 235  | 216  | 178  |

| 1968 | 1975 | 1982 | 1990 | 1999 | 2006 | 2011 | 2016 | 2021 |
| ---- | ---- | ---- | ---- | ---- | ---- | ---- | ---- | ---- |
| 172  | 130  | 124  | 120  | 116  | 140  | 123  | 118  | 113  |

| 2022 | - | - | - | - | - | - | - | - |
| ---- | - | - | - | - | - | - | - | - |
| 112  | - | - | - | - | - | - | - | - |

## Économie

### Emploi
|                | 2008  | 2013  | 2018  |
| -------------- | ----- | ----- | ----- |
| Commune        | 0 %   | 9,2 % | 10 %  |
| Département    | 6,1 % | 7,5 % | 8,2 % |
| France entière | 8,3 % | 10 %  | 10 %  |

En 2018, la population âgée de 15 à 64 ans s'élève à 70 personnes, parmi lesquelles on compte 78,6 % d'actifs (68,6 % ayant un emploi et 10 % de chômeurs) et 21,4 % d'inactifs,. En  2018, le taux de chômage communal (au sens du recensement) des 15-64 ans est supérieur à celui du département et de la France, alors qu'en 2008 la situation était inverse.
La commune fait partie de la couronne de l'aire d'attraction d'Auch, du fait qu'au moins 15 % des actifs travaillent dans le pôle,. Elle compte 14 emplois en 2018, contre 19 en 2013 et 22 en 2008. Le nombre d'actifs ayant un emploi résidant dans la commune est de 50, soit un indicateur de concentration d'emploi de 27,9 % et un taux d'activité parmi les 15 ans ou plus de 54,8 %.
Sur ces 50 actifs de 15 ans ou plus ayant un emploi, 11 travaillent dans la commune, soit 22 % des habitants. Pour se rendre au travail, 84 % des habitants utilisent un véhicule personnel ou de fonction à quatre roues, 4 % les transports en commun, 6 % s'y rendent en deux-roues, à vélo ou à pied et 6 % n'ont pas besoin de transport (travail au domicile).

### Activités hors agriculture
11 établissements sont implantés  à Cazaux-d'Anglès au 31 décembre 2019.
Le secteur de l'administration publique, l'enseignement, la santé humaine et l'action sociale est prépondérant sur la commune puisqu'il représente 27,3 % du nombre total d'établissements de la commune (3 sur les 11 entreprises implantées  à Cazaux-d'Anglès), contre 12,3 % au niveau départemental.

### Agriculture
La commune est dans le Ténarèze, une petite région agricole occupant le centre du département du Gers, faisant transition entre lʼAstarac “pyrénéen”, dont elle est originaire et dont elle prolonge et atténue le modelé, et la Gascogne garonnaise dont elle annonce le paysage. En 2020, l'orientation technico-économique de l'agriculture  sur la commune est l'exploitation de grandes cultures (hors céréales et oléoprotéagineuses).
|               | 1988 | 2000 | 2010 | 2020 |
| ------------- | ---- | ---- | ---- | ---- |
| Exploitations | 24   | 18   | 20   | 16   |
| SAU (ha)      | 745  | 800  | 651  | 620  |

Le nombre d'exploitations agricoles en activité et ayant leur siège dans la commune est passé de 24 lors du recensement agricole de 1988  à 18 en 2000 puis à 20 en 2010 et enfin à 16 en 2020, soit une baisse de 33 % en 32 ans. Le même mouvement est observé à l'échelle du département qui a perdu pendant cette période 51 % de ses exploitations,. La surface agricole utilisée sur la commune a également diminué, passant de 745 ha en 1988 à 620 ha en 2020. Parallèlement la surface agricole utilisée moyenne par exploitation a augmenté, passant de 31 à 39 ha.

## Culture locale et patrimoine

### Lieux et monuments
- Lavoir d'Ardens qui a été restauré en 2000 par ses habitants. Ce lieu possède une source dédiée à Saint-Clair, à laquelle on prêtait les vertus de soigner la vue des gens qui venaient y faire des ablutions.
- Église de l'Assomption.
- Chapelle Saint-Pierre d'Ardens.
- Chapelle Saint-Jean de Montgaillard.
- Château de Cazaux (privé)
- Château de Montgaillard (privé)